# ЖРК Србац
Женски рукометни клуб Србац је рукометни клуб из Српца који је основан 2011. године и такмичи се у Првој рукометној лиги РС за жене. Тренутно окупља више од 20 играчица различитог узраста. Поред женске екипе у Српцу постоји такође и мушка екипа-РК Србац, која се такмичи у Првој рукометној лиги РС .

## Састав у сезони 2012/13.
| Број | Име и презиме         | Позиција    |
| 1    | Маја Цвијановић       | голман      |
| 2    | Ивана Котараш         | голман      |
| 3    | Ђорђина Богосавац     | десни бек   |
| 4    | Александра Тодоровић  | пивот       |
| 5    | Невена Савић          | лево крило  |
| 6    | Душица Ђукић          | десни бек   |
| 7    | Исидора Глишић        | лево крило  |
| 8    | Валентина Кеба        | леви бек    |
| 9    | Вионела Драгосављевић | десно крило |
| 10   | Ивана Секулић         | средњи бек  |
| 11   | Дарија Милановић      | десни бек   |
| 13   | Ања Милетић           | средњи бек  |